# Негрито
Негрито, срещано и като негритос, са етническа група в Югоизточна Азия. Думата е умалително от negro („черен“) в испанския, т.е. „малък черен“, и е дадена от ранните изследователи, които са смятали, че негритосите произхождат от Африка.
Включва аета и още поне 4 други племена от Филипините, семанг от Малайския полуостров и 12 андамански племена от Андаманските острови. Малайското им име е „оранг асли“ („първични хора“). Вероятно са коренното население на Югоизточна Азия, включително Нова Гвинея.
Имат ръст на пигмеи и по ръст са сред най-дребните, а също така и сред най-слабо познатите от всички живи човешки раси. Народите негрито притежават един от най-чистите генетични фондове от митохондриална ДНК (мтДНК) измежду всички човеци и поради това тяхната мтДНК служи за изходна точка при изучаването на генетичния дрейф.
Негритосите от Филипините са можели да запалят огън, а андаманските – не. Документирано е, че семанг са правели облекло от бита дървесна кора и са живеели в пещери или покрити с листа заслони. Смята се, че негрито са аборигените на Филипините. Различават се от тайванско-индо-малайските народи, които са пристигнали с лодки или „балангай“ (барангай). (Вижте Антик за закупуването през 1212 г. от някои малайски племена на правото да се заселят на остров Панай от вожда на негрито, живеещи там.)